# Dipturus gigas
Dipturus gigas és una espècie de peix de la família dels raids i de l'ordre dels raïformes.

## Morfologia
- Els mascles poden assolir 140 cm de longitud total.[3][4]

## Reproducció
És ovípar i els ous tenen com a banyes a la closca.

## Alimentació
Menja invertebrats i peixos.

## Hàbitat
És un peix marí i d'aigües profundes que viu entre 300–400 m de fondària.

## Distribució geogràfica
Es troba a l'oceà Pacífic occidental: el Japó, el mar de la Xina Oriental i les Filipines.

## Observacions
És inofensiu per als humans.